# Amtsgericht Marbach am Neckar
Das Amtsgericht Marbach am Neckar ist ein Gericht der ordentlichen Gerichtsbarkeit und eines von acht Amtsgerichten im Bezirk des Landgerichts Heilbronn.

## Gerichtssitz und -bezirk
Das Gericht hat seinen Sitz in Marbach am Neckar unter der Adresse Strohgasse 3. Der Gerichtsbezirk umfasst gemäß Anlage Nr. 53 des baden-württembergischen Gerichtsorganisationsgesetzes die Gemeinden Affalterbach, Benningen am Neckar, Erdmannhausen, Großbottwar, Marbach am Neckar, Murr, Oberstenfeld sowie Steinheim an der Murr.

## Übergeordnete Gerichte
Das Amtsgericht Marbach am Neckar ist Eingangsgericht. Ihm übergeordnet ist das Landgericht Heilbronn sowie im weiteren Instanzenzug das Oberlandesgericht Stuttgart und der Bundesgerichtshof.